# Elmire Koref
Elmire Koref (* 14. Juni 1894 in Linz als Elmira Carolina Marietta Robertine Luise Geyer; †  26. Februar 1975 ebenda) war eine österreichische Schauspielerin und Dramatikerin.

## Leben
Koref war die Tochter des Bankbeamten Robert Geyer und der Elmira, geb. Geyer. Sie erhielt nach der Schule Privatunterricht in Literatur und Fremdsprachen, von 1916 bis 1918 war sie unter dem Pseudonym Dagny Volkers Schauspielerin am Landestheater Linz.
Im Jahr 1919 wird sie als Verfasserin und Darstellerin des Stückes Belladonna erwähnt, das von der zeitgenössischen Kritik als „einaktiges, pikantes Lustspiel“ beschrieben und positiv besprochen wurde. Das 1923 aufgeführte Stück Niemandskinder wurde als „realistisches Milieustück“ mit agitatorischem Anspruch rezensiert. Erst 25 Jahre später scheinen die weiteren Stücke aufgeführt worden zu sein: Das bäuerliche Kammerspiel Kleine Passion von 1948 schilderte den „Konflikt des Mannes zwischen zwei Frauen“ und diente als Vorlage für den Film Wetterleuchten am Dachstein. Drei Jahre später wurde Ruf aus dem Dunkel uraufgeführt.
Am 4. Jänner 1922 heiratete sie den späteren Linzer Bürgermeister Ernst Koref. Bekannt ist ihr Tanz mit Landeshauptmann Heinrich Gleißner am 9. Juni 1953 auf der Nibelungenbrücke. Der Anlass war das Ende der russischen Kontrollen zwischen Linz und Urfahr.
Koref war Namensgeberin des Elmire-Stollens durch den Linzer Römerberg (Römerbergtunnel). Sie ist die Mutter von Beatrix Eypeltauer und Urgroßmutter von Felix Eypeltauer.

## Werke
- Belladonna. Einakter. (UA 8. Mai 1919)[11]
- Niemandskinder. (UA 8. Jänner 1923)[12]
- Kleine Passion. (UA 1. April 1948)[13]
- Ruf aus dem Dunkel (UA 10. März 1951)[7]